# Carlos Edwards
Carlos Akenhaton Edwards (Diego Martin, 24 ottobre 1978) è un allenatore di calcio ed ex calciatore trinidadiano.

## Carriera

### Club
Carlos Edwards fu acquistato dal Wrexham per circa £ 125 000 dal Defence Force.
Inserito nella Professional Football Association's (PFA) English Third Division Team of the Year dopo la stagione 2002-2003 ed PFA English Second Division Team of the Year per la stagione 2003-2004.
Mentre giocava per il St Anthony's College nel 1997, Carlos capitanò la squadra alla vittoria nella Lega del Football delle Scuole Secondarie (SSFL) intitola Intercol, con una vittoria per 2-1 sul più quotato St Benedict's at the Queen's Park Oval. Nel gennaio 2007 venne acquistato dal Sunderland per una cifra di  £ 1,5 m. Nel febbraio 2007 entrò nella squadra della settimana della Coca Cola Championship League. In aprile 2007 ha segnato un gol che ha regalato al Sunderland una vittoria per 3-2 sul Burnley, vittoria che alla fine promosse il Sunderland in Premiership con una giornata d'anticipo.

### Nazionale
Giocò il Campionato mondiale di calcio 2006 con la Trinidad e Tobago.

## Palmarès

### Individuale
- Squadra dell'anno della PFA: 1

2002-2003 (Division Three), 2003-2004 (Division Two)